# Piet Ketting
Pour les articles homonymes, voir Ketting.
Peter Louis Maria (Piet) Ketting, (né à Haarlem le 29 novembre 1904 et mort à Rotterdam le 25 mai 1984) est un compositeur, pianiste, Chef d'orchestre et critique musical néerlandais.

## Biographie
Peter Louis Marie Ketting est le fils d'un éditeur du même nom, et de Wilhelmina Adriana Nijgh, petite-fille de Hendrik Nijgh (nl) (à l'origine du nom de la maison d'édition Nijgh & Van Ditmar. Il est marié à la chanteuse Vera van de Ploeg. Il est le père du compositeur et chef d'orchestre Otto Ketting.
Piet Ketting étudie la composition avec Willem Pijper. Ses premières compositions sont inspirées par Claude Debussy et le romantisme tardif.
De 1930 à 1956, il est professeur principal au conservatoire de Rotterdam pour la direction de chœur et la composition. Il a, entre autres, pour élève le pianiste et organiste Klaas Jan Mulder.
Durant la même période, il forme un Trio avec Johan Feltkamp (nl) à la flûte traversière et Jaap Stotijn (nl) au hautbois, lequel se produire aux Pays-Bas mais aussi à l'étranger. Pour lui, Ketting compose sa Sonate pour flûte, hautbois et piano en 1936 .
En 1939, il effectue une tournée dans les Indes néerlandaises.
Il dirige également le chœur de chambre et l'orchestre de chambre de Rotterdam.
De 1946 à 1949, il est directeur du conservatoire d'Amsterdam, période pendant laquelle il ne compose aucune œuvre. À l'époque, il explore également la symbolique des nombres dans l'œuvre de Jean-Sébastien Bach .

## Compositions (sélection)

### Orchestre
- Symphonie no 1, 1929. Elle est interprétée par l'Orchestre du Concertgebouw dirigé par Eduard van Beinum le 2 juin 1932.
- Symphonie no 2, 1975

### Concerto
- Sinfonia pour violoncelle et orchestre, 1963
- Concertino pour basson et orchestre, 1968
- Concertino pour clarinette et orchestre, 1968

### Musique de chambre
- Trio pour violon, alto et violoncelle, 1925
- Sonatine no 1 et 2 pour piano, 1926
- Sonatine no 3 pour piano, 1927
- Quatuor à cordes no 1, 2 et 3, 1927-28
- Sonate pour violoncelle et piano, 1928
- Sonatine no 4 pour piano, 1929
- Trio pour flûte, clarinette et basson, 1929
- Sonate pour flûte, hautbois et piano, 1930
- Sonate pour flûte, 1930-1931
- Fugue pour pianoforte, 1930-34
- Sonate pour flûte, hautbois et piano, 1936
- Partita per due flauti, 1936, dédiée aux flûtistes Johan Feltkamp et Marcel Moyse
- Prélude et Fugue no 1 pour piano, 1940
- Préludium (Ouverture française) et Fugue no 2 pour piano, 1941
- Preludium, interludium et postludium pour 2 pianos, 1971 : l'œuvre lui vaut le prix Willem Pijper
- Concertone 1980 pour alto solo et dix-neuf instruments, 1980
- Preludium e Fughetta (In memoriam Johan Feltkamp) pour flûte alto et piano, 1969

### Chorale
- Ballade du jeune marin, 1934.
- Canon et motet sur « Ecce gratum et optatum », 1966

### Lieder
- Quatre poèmes (Martinus Nijhoff), 1935
- Trois Sonnets (William Shakespeare), 1938

## Source
- (nl) Cet article est partiellement ou en totalité issu de l’article de Wikipédia en néerlandais intitulé « Piet Ketting » (voir la liste des auteurs).